# Baltole
Baltole – żywice sztuczne stosowane do wyrobu lakierów, emalii i farb olejnych. Były produkowane w Polsce poprzez kondensację fenolu bądź jego pochodnych z formaldehydem oraz modyfikowane estrami kwasów żywicznych. Charakteryzują się liczbą kwasową wynoszącą około 20. Są nierozpuszczalne w etanolu, rozpuszczają się w terpentynie, toluenie, benzynie lakowej i olejach roślinnych. Ich odporność na wodę i inne środki chemiczne jest umiarkowana, co ogranicza możliwości ich stosowania. Niska temperatura mięknięcia (100–120 °C) i niska zawartość fenoplastów sprawia, że uzyskane z nich powłoki lakiernicze są stosunkowo miękkie. Były przedmiotem normy branżowej BN-65/6111-07 Żywice lakiernicze – Baltole ustanowionej przez Zjednoczenie Przemysłu Organicznego i Tworzyw Sztucznych „Erg”.